# Menetou-sur-Nahon
Menetou-sur-Nahon település Franciaországban, Indre megyében. Lakosainak száma 143 fő (2022. január 1.). Menetou-sur-Nahon Chabris és Val-Fouzon községekkel határos.

## Népesség
A település népességének változása:
| Lakosok száma | 191  | 108  | 102  | 101  | 121  | 119  | 118  | 128  | 130  | 143  |
|               | 1968 | 1982 | 1990 | 2006 | 2013 | 2015 | 2017 | 2019 | 2020 | 2022 |